# Mario Golf: Advance Tour
Mario Golf: Advance Tour é um jogo de videogame esportivo desenvolvido pela Camelot Software Planning e fabricado pela Nintendo para o Game Boy Advance em 2004. O jogo é a continuação da versão Game Boy Color do Mario Golf.

## Recepção
Desde o seu lançamento, Mario Golf: Advance Tour recebeu críticas "favoráveis" de acordo com o site agregador de críticas Metacritic.
A IGN aclamou Advance Tour como "um dos melhores jogos de golfe de sempre", conferindo ao jogo um Editors' Choice Award. A GameSpy afirmou que "para além das peculiaridades dos gráficos e da música, não há quase nada de errado com Mario Golf: Advance Tour". A Game Informer concluiu que, no Advance Tour, "o golfe portátil nunca foi tão divertido."
Os elementos de RPG também foram elogiados, com a 1UP dizendo que "[o] simples ato de subir de nível é viciante em si" e, de acordo com a EGM, "toda a busca, construção de personagem e coleta de itens simplesmente funciona."